# جاكي نافا
جاكي نافا (بالإسبانية: Jackie Nava)‏ مواليد 11 أبريل 1980 في تيخوانا، هو ملاكم محترف مكسيكي يصنف ضمن فئة وزن الريشة. حقق بطولة المجلس العالمي للملاكمة.

## إحصائيات
خاض خلال مسيرته 39 نزالا، فاز في 32 وتعادل في 3 وخسر في 4. فاز بالضربة القاضية في 14 نزالا.

## وصلات خارجية
- جاكي نافا على موقع بوكس ريك (الإنجليزية) (registration required)

- الموقع الرسمي